# Bidens ternata
Bidens ternata là một loài thực vật có hoa trong họ Cúc. Loài này được (Chiov.) Sherff mô tả khoa học đầu tiên năm 1930.